# 格雷厄姆·格林
葛拉罕·葛林（英語：Graham Greene，1904年10月2日—1991年4月3日），本名亨利·葛拉罕·葛林（英語：Henry Graham Greene），OM，CH，英国小说家、剧作家、评论家，1991年卒於瑞士沃韋。他的小说混合了侦探、间谍和心理等多种元素。

## 生平
格林的父亲是一所学校的校长，格林本人也就读于这所学校。他的父母是表亲，他们的家族拥有一家英国最大的英资酿酒厂。上学的时候格林经常被同学欺负，有几次甚至试图自杀。
1922年，他曾经加入过英国共产党，这对他日后的世界观有不小的影响。后来他考入牛津大学贝利奥尔学院，并且为牛津的一份刊物担任编辑工作。1926年大学毕业后，他在泰晤士报找到了一份初级编辑的工作。
1929年他出版了自己的小说《The Man Within》并且反应良好，没多久他就从泰晤士报辞职专心于小说创作。不过他最开始的创作并不是很成功，于是他又從事了书评家的工作。他在1932年发表成名作《斯坦布尔列车》。第二次世界大战期间他曾为军情六处工作，被派往非洲。此一相關经历也被写進他日后的作品里。
1948年和1951年发表的小说《问题的核心》和《恋情的终结》一举奠定他的文学地位。除了写作之外他也非常热爱旅游，50年代时他曾经居住在西貢（胡志明市）、香港和新加坡等地。1953年他还前往肯尼亚报道当地的起义。格雷厄姆·格林多次被诺贝尔文学奖提名但是从来没有获奖。据已经公布的提名资料显示，从第一次被提名的1950年到1966年间，他一共被提名11次，一生更是被提名多达21次。
1961年是他离诺贝尔奖最近的一次，最后的得主是南斯拉夫作家伊沃·安德里奇。虽然没有获得诺贝尔奖，但他在作家群体内部备受推崇。威廉·福克纳、加西亚·马尔克斯、V·S·奈保尔、马里奥·巴尔加斯·略萨等文学大师都公开表示过对格林的欣赏和崇拜。1976年，获美国推理作家协会最高荣誉奖——大师奖。1981年，获耶路撒冷文学奖。
1986年，由英國女王伊丽莎白二世授予英国功绩勋章。直到格林去世，他一直被誉为“20世纪最伟大的作家”。威廉·戈尔丁称他为“20世纪人类意识和焦虑最卓越的记录者”。
1991年，格雷厄姆·格林死于瑞士。

## 作品
- 《斯坦布尔列车（英语：Stamboul Train）》(1932)
- 《待售的手枪（英语：A Gun for Sale）》(1936)
- 《布莱顿硬糖（英语：Brighton Rock）》(1938)
- 《权力与荣耀（英语：The Power and the Glory）》(1940)
- 《问题的核心（英语：The Heart of the Matter）》(1948)
- 《黑獄亡魂》（1950）
- 《恋情的终结（英语：The End of the Affair）》(1951)
- 《文静的美國人（英语：The Quiet American）》(1955)
- 《我们在哈瓦那的人（英语：Our Man in  Havana）》(1958)
- 《一个自行发完的病例（英语：A Burnt-Out Case）》(1960)
- 《喜剧演员》(1966)(他因這本小說被老杜瓦利埃宣佈為不受歡迎人物禁止入境海地)
- 《名誉领事》（1973）
- 《人性的因素（英语：The Human Factor (novel)）》（1978）
- 《吉诃德大神父》（1982）
- 《第十个人》（1985）